# Aglomeracja olsztyńska
Aglomeracja olsztyńska – aglomeracja monocentryczna w środkowej części województwa warmińsko-mazurskiego, która obejmuje miasto centralne Olsztyn oraz niektóre gminy powiatu olsztyńskiego. Pozostałymi miastami aglomeracji są: Barczewo, Dobre Miasto, Olsztynek. 
Według projektu ESPON obszar funkcjonalny Olsztyna (FUA, ang. Functional Urban Area) w 2002 r. zamieszkiwało 222 tys. osób.
W 2005 r. Paweł Swianiewicz oraz Urszula Klimska wyznaczyli obszar aglomeracji olsztyńskiej obejmujący Olsztyn oraz 7 gmin z powiatu olsztyńskiego. Obszar ten w 2002 r. zamieszkiwało 241 tys. osób. Przy wyznaczaniu aglomeracji przeprowadzono delimitację obszarów przyległych, uwzględniając saldo migracji w latach 1998–2002, gęstość zaludnienia (w 2002 r.), współczynnik zatrudnienia związany z natężeniem dojazdów.
| Gmina               | Liczba ludności (2010-12-31) [osób] | Powierzchnia (2010-01-01) [km²] | Gęstość zaludnienia [osób/km²] |
| ------------------- | ----------------------------------- | ------------------------------- | ------------------------------ |
| Olsztyn             | 176463                              | 88,33                           | 1997,77                        |
| gmina Barczewo      | 17045                               | 320,01                          | 53,26                          |
| gmina Dobre Miasto  | 15791                               | 258,69                          | 61,04                          |
| gmina Dywity        | 10347                               | 161,16                          | 64,2                           |
| gmina Gietrzwałd    | 5856                                | 172,33                          | 33,98                          |
| gmina Jonkowo       | 6490                                | 168,69                          | 38,47                          |
| gmina Olsztynek     | 13740                               | 371,51                          | 36,98                          |
| gmina Stawiguda     | 6638                                | 222,87                          | 29,78                          |
| Razem (aglomeracja) | 252370                              | 1763,59                         | 143,1                          |

## Współpraca samorządów
23 października 2009 r. podpisano porozumienie o współpracy samorządów i powołano do życia Radę Olsztyńskiego Obszaru Aglomeracyjnego. Deklaracje działania na rzecz rozwoju aglomeracji podpisali: prezydent Olsztyna, starosta powiatu olsztyńskiego, a także wójtowie i burmistrzowie gmin: Barczewo, Purda, Dywity, Jonkowo, Gietrzwałd, Stawiguda, Kolno, Biskupiec, Jeziorany, Olsztynek, Dobre Miasto i Świątki.